# Vlag van Sint Annaparochie

Vlag van Sint Annaparochie

De vlag van Sint Annaparochie is de dorpsvlag van het Nederlandse dorp Sint Annaparochie, in de Friese gemeente Waadhoeke. De vlag werd in 2001 geregistreerd.

## Beschrijving
De beschrijving van de vlag is als volgt:
Negen lengtebanen wit en rood; een gele broekingsdriehoek, naar de vluchtzijde verlengd met 2/9 vlaglengte en de punt tot aan 1/2 vlaglengte, daarin een zwarte pot, een blauwe zespuntige ster en een zwarte pan, de eerste in de broektop, de tweede in de punt en de derde in de broektop.
De kleuren zijn afkomstig van het dorpswapen.

## Symboliek

Witte en rode banen: overgenomen uit het wapen van de vooraanstaande familie Van Haren.
- Broekingsdriehoek: ontleend aan de vlag van het Bildt, de gemeente waar het dorp eerder tot behoorde.[2]
- Ster: een zogenaamde "leidster", dit duidt op het feit dat Sint Annaparochie de hoofdplaats was van de gemeente het Bildt.[2]
- Pot en pan: vinden hun achtergrond in een plaatselijk rijmpje over het dorpswapen.[2]